# 巴尔克利号驱逐舰
巴尔克利号驱逐舰（USS Bulkeley (DDG-84)）是美国海军阿利·伯克级驱逐舰的第三十四艘，以海军中将约翰·D·巴尔克利命名。
巴尔克利号驱逐舰于1999年5月10日在密西西比州帕斯卡古拉的英戈尔斯造船厂安放龙骨，2000年6月21日下水，2001年12月8日服役。